# Mycalesis zachaeus
Mycalesis zachaeus är en fjärilsart som beskrevs av Fabricius 1793. Mycalesis zachaeus ingår i släktet Mycalesis och familjen praktfjärilar. Inga underarter finns listade i Catalogue of Life.